# Касьянов, Владимир Павлович
Влади́мир Па́влович Касья́нов (12 (25) июля 1883, Одесса — 24 ноября 1960, Москва) — русский советский кинорежиссёр, сценарист, актёр.

## Биография
Родился в Одессе в семье военного. Отец — из потомков поселенцев Новой Сербии, мать — из немецких колонистов (колония Гросс-Либенталь). Обучался музыке у своего родственника В. П. Нежданова, отца оперной певицы А. В. Неждановой. Актёрский путь начал в Драматическом театре Общества трезвости в Одессе. В 1905 году примкнул к труппе П. Н. Орленева, с которой выступал в провинциальных театрах Российской империи, гастролировал по Европе, а также США.
По возвращении стал сниматься в кино, дебютировал и качестве сценариста под псевдонимом Вилли Над. В 1911 году занялся режиссурой. В январе 1912 года вышел его первый фильм по собственному сценарию — «Мороз по коже», где он так же исполнил главную роль.
 Получив признание фильмами «Сонька Золотая ручка» и «Гуттаперчевый мальчик», Касьянов заявил о готовности «конкурировать с итальянцами» и снял по собственному сценарию фильм «Смерть богов» (другие названия — «Гибель богов», «Юлиан Отступник»).
 Сотрудничая с компаниями «Торговый дом Дранкова», «Торговый дом Харитонова», Товарищество «Кинотворчество», Товарищество «Российское дело», до событий 1917 года успел поставить около двадцати пяти картин (многие по своим сценариям), в том числе один из первых послереволюционных фильмов.

Касьянов поставил в дореволюционный период значительное число самых различных фильмов.
 В большинстве это обычная коммерческая продукция, но некоторые из этих фильмов представляют несомненный интерес.
— Р. Соболев, «Люди и фильмы русского дореволюционного кино», 1961
С именем Касьянова связаны первые в России опыты по субтитрованию фильмов. Уже в 1912 году он предложил вводить титры не на отдельных кадрах, перебивающих действие, а как подписи внизу кадров. Опыты по субтитрованию он продолжал до появления звука в кино, и даже в более позднее время экспериментировал с «динамическими» движущимися титрами.
После Октябрьской революции принял самое непосредственное участие в постановке агитфильмов («Подполье» по сценарию А. Серафимовича), некоторые фильмы режиссёра посвящались Гражданской войне.

…он был одним из тех крайне   малочисленных работников дореволюционного кино, кто сразу и безоговорочно принял Советскую власть, став в подлинном смысле слова беспартийным большевиком. Вместе с нами, коммунистами, с первых же лет Советской власти он боролся за социалистическое, демократическое киноискусство, щедро делясь   опытом с кинематографической молодёжью, которой суждено было завоевать нашему экрану мировую славу.
— А. Разумный, «У истоков… Воспоминания кинорежиссёра», 1975
С 1938 года по 1957 работал в Главкинопрокате, участвовал в организации мастерской субтитрирования фильмокопий.
Умер 24 ноября 1960 года. Похоронен на Востряковском кладбище.

### Семья
- отец — Прокофий (Павел) Семёнович (1851—1918)[9][источник не указан 824 дня];
- мать — Варвара Михайловна Гейнрих (1859—1929)[10][источник не указан 824 дня];

Был дважды женат: 
- первая жена — Анастасия Касьянова, эмигрировала из СССР[источник не указан 679 дней];
- вторая жена — Дагмара Викторовна Касьянова, урождённая Дагмар Вильгельмина София Шёблум (1897—1971; швед. Dagmar Vilhelmina Sofia Sjöblom)[11].

## Изобретения
Авторское свидетельство N. 96936, выданное в феврале 1954 г. (приоритет от 25.12.1952) на изобретение способа субтитрования фильмов одной бегущей строкой («движущиеся субтитры»).

## Фильмография
Режиссёр
- 1912 — Мороз по коже (также сценарий)
- 1913 — Завет матери (также сценарий)
- 1913 — Муза
- 1913 — Ранняя могила (также сценарий)
- 1913 — Нахлебник (также сценарий)
- 1913 — Тайна барского особняка
- 1914 — Девушка из подвала (также сценарий)
- 1914 — Драма в кабаре футуристов № 13 (также сценарий)
- 1914—1915 — Сонька Золотая Ручка (отдельные серии)
- 1915 — Гуттаперчевый мальчик (также сценарий)
- 1915 — Зараза
- 1915 — Игрок
- 1915 — Как мало прожито, как много пережито (также сценарий)
- 1915 — Седьмая заповедь
- 1916 — Тот, кто получает пощёчины (инсценировка фильма, об окончании съёмок объявлено в декабре 1915 г.)
- 1916 — В лапах жёлтого дьявола
- 1916 — Грех сладострастия
- 1916 — Жизнь, побеждённая смертью
- 1916 — Право ребёнка
- 1916 — Роковая женщина
- 1916 — Смерть богов
- 1917 — Где правда?
- 1917 — Заира (совместно с Э. Элировым[14]; В. Касьянов этот фильм в своей фильмографии, находящейся в личном архиве режиссёра, не упомянул[источник не указан 824 дня])
- 1917 — Истерзанные души
- 1917 — Кобра капелла
- 1917 — Может быть, да, может быть, нет… (также сценарий)
- 1917 — Симфония безумия (также сценарий)
- 1917—1918 — Кто виноват?
- 1918 — Маленькая Кади (совместно с В. Висковским; В. Касьянов этот фильм так же не упомянул[источник не указан 824 дня])
- 1918 — Подполье (фильм к годовщине Октябрьской революции)
- 1919 — Алёшина дудка
- 1919 — За красное знамя
- 1920 — Хромой барин
- 1920 — Алеко Дундич
- 1925 — Вздувайте горны
- 1926 — Под властью адата
- 1927 — Леон Кутюрье (также сценарий по мотивам рассказа Б. Лавренёва «Рассказ о простой вещи»)
- 1928 — Седьмой спутник (также сценарий)
- 1930 — Те, которые прозрели
- 1932 — Лицо международного капитализма (первый советский фильм для телевидения)[15][16]

Актёр
- 1912 — Мороз по коже

## Награды
- 1939 — Знак «20 лет Советскому кино»[источник не указан 824 дня];
- 1950 — орден «Знак Почёта» (6 марта 1950) — за выдающиеся заслуги в развитии советской кинематографии, в связи с 30-летием[17].

## Оценки творчества
Как один из лучших и типичных для режиссёра Касьянова был оценён фильм «Гуттаперчевый мальчик».
 «Фильм был очень хорошо встречен зрителями всех возрастов, — писал Р. Соболев, — он стал одним из первых детских художественных фильмов». 
Ромил Соболев назвал любопытным фильм «Юлиан Отступник» («Смерть богов»), «постановка которого, если верить рекламе, обошлась в 100 000 рублей, что являлось в то время поистине астрономической цифрой». Фильм вернул затраты, но событием в кинематографе не стал. «Фильм „Юлиан-отступник“ вызвал немало откликов в общей театральной и кинематографической печати» — писал историк кино C. Гинзбург. Гинзбург указал, что фильм вызвал немало отрицательных и даже издевательских рецензий, однако «судя по рецензии наиболее объективного из киножурналов — „Проектора“, фильм „Юлиан-отступник“ был для своего времени явлением прогрессивным».